# الدوري الأمريكي لهوكي الجليد
الدوري الأمريكي لهوكي الجليد (بالإنجليزية: American Hockey League)‏ ويعرف اختصاراً بأي إتش إل (بالإنجليزية: AHL)‏ هو دوري لمنافسات هوكي الجليد في الولايات المتحدة وكندا. تأسس في سنة 1936. يعتبر ثاني أقوى دوري في أمريكا الشمالية بعد دوري الهوكي الوطني. يتنافس 31 فريق في هذا الدوري. 27 فريق من الولايات المتحدة وأربعة فرق من كندا. يعتبر فريق هيرشي بيرز من بنسيلفانيا أكثر فريق فاز بهذا الدوري باحدى عشر مرة.